# U-20-Fußball-Südamerikameisterschaft der Frauen 2008
Die U-20-Fußball-Südamerikameisterschaft der Frauen 2008 fand vom 7. bis zum 23. März 2008 in Brasilien statt und war die dritte Ausgabe des Turniers.
Die zwei nach Abschluss des Turniers bestplatzierten Auswahlmannschaften qualifizierten sich für die U-20-Weltmeisterschaft 2008 in Chile.
Aus der Veranstaltung ging die U-20 Brasiliens als Sieger hervor. Zweitplatzierte wurde die Auswahl Argentiniens. Torschützenköniginnen des Turniers waren mit sieben erzielten Treffern die Brasilianerin Érika und die Paraguayerin Dulce Quintana.

## Spielorte
Die Partien der U-20-Südamerikameisterschaft fanden in zwei Stadien statt.
- PUCRS-RG – Porto Alegre
- Estrela d’Alva – Bagé

## Modus
Gespielt wurde eine Vorrunde in zwei Fünfer-Gruppen. Die anschließende Finalphase mit den zwei gruppenbesten Mannschaften wurde ebenfalls im Gruppenmodus ausgetragen.
Es nahmen am Turnier die Nationalmannschaften Argentiniens, Boliviens, Brasiliens, Chiles, Ecuadors, Kolumbiens, Paraguays, Perus, Uruguays und Venezuelas teil.

## Gruppenphase

### Gruppe A
| Pl.                             | Land      | Sp. | S | U | N | Tore    | Diff. | Punkte |
| ------------------------------- | --------- | --- | - | - | - | ------- | ----- | ------ |
| 1.                              | Brasilien | 4   | 4 | 0 | 0 | 022:000 | +22   | 12     |
| 2.                              | Paraguay  | 4   | 1 | 2 | 1 | 009:100 | −1    | 05     |
| 3.                              | Ecuador   | 4   | 1 | 1 | 2 | 006:100 | −4    | 04     |
| 4.                              | Bolivien  | 4   | 1 | 1 | 2 | 007:150 | −8    | 04     |
| 5.                              | Peru      | 4   | 1 | 0 | 3 | 005:140 | −9    | 03     |
| Qualifiziert für die Finalrunde |           |     |   |   |   |         |       |        |

|                   |   |           |           |
| 7.3. in PUCRS-RG  |   |           |           |
| Bolivien          | – | Peru      | 1:4 (0:1) |
| Ecuador           | – | Paraguay  | 2:2 (0:1) |
| 9.3. in PUCRS-RG  |   |           |           |
| Peru              | – | Ecuador   | 1:2 (1:1) |
| Brasilien         | – | Bolivien  | 6:0 (2:0) |
| 11.3. in PUCRS-RG |   |           |           |
| Paraguay          | – | Peru      | 4:0 (4:0) |
| Ecuador           | – | Brasilien | 0:4 (0:2) |
| 13.3. in PUCRS-RG |   |           |           |
| Bolivien          | – | Ecuador   | 3:2 (1:1) |
| Brasilien         | – | Paraguay  | 5:0 (1:0) |
| 15.3. in PUCRS-RG |   |           |           |
| Paraguay          | – | Bolivien  | 3:3 (2:0) |
| Peru              | – | Brasilien | 0:7 (0:5) |

### Gruppe B
| Pl.                             | Land        | Sp. | S | U | N | Tore    | Diff. | Punkte |
| ------------------------------- | ----------- | --- | - | - | - | ------- | ----- | ------ |
| 1.                              | Argentinien | 4   | 3 | 0 | 1 | 007:400 | +3    | 09     |
| 2.                              | Chile       | 4   | 2 | 1 | 1 | 009:400 | +5    | 07     |
| 3.                              | Kolumbien   | 4   | 2 | 1 | 1 | 007:500 | +2    | 07     |
| 4.                              | Uruguay     | 4   | 0 | 3 | 1 | 005:600 | −1    | 03     |
| 5.                              | Venezuela   | 4   | 0 | 1 | 3 | 005:140 | −9    | 01     |
| Qualifiziert für die Finalrunde |             |     |   |   |   |         |       |        |

|                         |   |             |           |
| 8.3. in Estrela d’Alva  |   |             |           |
| Kolumbien               | – | Uruguay     | 3:1 (0:1) |
| Venezuela               | – | Chile       | 1:1 (1:0) |
| 10.3. in Estrela d’Alva |   |             |           |
| Chile                   | – | Kolumbien   | 0:1 (0:1) |
| Argentinien             | – | Venezuela   | 1:0 (1:0) |
| 12.3. in Estrela d’Alva |   |             |           |
| Uruguay                 | – | Chile       | 1:6 (0:2) |
| Kolumbien               | – | Argentinien | 1:2 (1:1) |
| 14.3. in Estrela d’Alva |   |             |           |
| Venezuela               | – | Kolumbien   | 2:2 (1:0) |
| Argentinien             | – | Uruguay     | 3:1 (1:0) |
| 16.3. in Estrela d’Alva |   |             |           |
| Uruguay                 | – | Venezuela   | 2:2 (1:0) |
| Chile                   | – | Argentinien | 2:1 (1:1) |

## Finalrunde
| Pl.                                                                                            | Land        | Sp. | S | U | N | Tore    | Diff. | Punkte |
| ---------------------------------------------------------------------------------------------- | ----------- | --- | - | - | - | ------- | ----- | ------ |
| 1.                                                                                             | Brasilien   | 3   | 3 | 0 | 0 | 008:000 | +8    | 09     |
| 2.                                                                                             | Argentinien | 3   | 2 | 0 | 1 | 007:700 | ±0    | 06     |
| 3.                                                                                             | Paraguay    | 3   | 1 | 0 | 2 | 006:800 | −2    | 03     |
| 4.                                                                                             | Chile       | 3   | 0 | 0 | 3 | 004:100 | −6    | 0      |
| U-20-Südamerikameister und qualifiziert für die U-20-WM 2008 Qualifiziert für die U-20-WM 2008 |             |     |   |   |   |         |       |        |

|                   |   |             |           |
| 19.3. in PUCRS-RG |   |             |           |
| Brasilien         | – | Chile       | 3:0 (2:0) |
| Argentinien       | – | Paraguay    | 4:2 (2:1) |
| 21.3. in PUCRS-RG |   |             |           |
| Brasilien         | – | Paraguay    | 2:0 (2:0) |
| Argentinien       | – | Chile       | 3:2 (0:1) |
| 23.3. in PUCRS-RG |   |             |           |
| Brasilien         | – | Argentinien | 3:0 (1:0) |
| Paraguay          | – | Chile       | 4:2 (3:0) |